# Pangshura sylhetensis
Pangshura sylhetensis is een schildpad uit de familie Geoemydidae. De soort werd lange tijd tot het geslacht Kachuga gerekend, en wordt tegenwoordig ook wel in het geslacht Batagur ingedeeld. De soort werd voor het eerst wetenschappelijk beschreven door Thomas C. Jerdon in 1870. De soort werd vroeger ook tot de geslachten Jerdonella en Batagur gerekend.

## Uiterlijke kenmerken
Met een schildlengte van ongeveer 20 centimeter is dit de kleinste Pangshura- soort. Op de derde tot vijfde vertebraalplaat (de hoornplaten op het midden van de rug) is een kiel aanwezig. Het schild is bruin, het midden van het schild is lichter van kleur. Het buikschild en de brug, het verbindingsstuk tussen buik- en rugschild, is geel met een zwarte vlek op iedere buikplaat tot geheel bruin. De kop heeft twee gele strepen aan de zijkant, een uit-stekende snuit en een gehaakte bek. De nek heeft gele lengtestrepen, de poten zijn bruin en dragen vergrote schubben. De mannetjes zijn zoals bij de meeste schildpadden te onderscheiden van de vrouwtjes door een langere en dikkere staart.

## Algemeen
Pangshura sylhetensis komt voor in Azië: in Bangladesh en India. De habitat bestaat uit meren en rivieren begroeid met grassen op een modderige bodem. De schildpad is voornamelijk nachtactief en omnivoor, het voedsel bestaat uit plantendelen als wortels, bladeren en meer vlezige delen van verschillende soorten, naast dierlijk materiaal als tweekleppigen, insecten, garnalen en vissen, er is een grote voorkeur voor regenwormen.